# شعار العراق
شعار العراق هو الشعار الذي يرمز إلى سيادة جمهورية العراق. الشعار الحالي تم وسمه عام 1965، وآخر تعديل كان في 2008 وهو مشابهه للشعارات السابقة في فترة حُكم صدام حسين وما قبلها. الرمز هو طائر العُقاب مضموم الجناحين، ودرع بداخله العلم العراقي، وعبارة «جُمهورية العِراق»، صَمَمه سُعاد سليم.
تم تغيير شعار النسر الحالي ثلاث مرات في 1991، و2004، و2008.
بدأ استخدام شعار عقاب صلاح الدين أول الأمر في مصر في عصر الدولة الأيوبية، ثم تطوّر شكله واستخدم مرة أخرى بعد إعلان الجمهورية في مصر ثم تطور تدريجياً واستخدم في العراق وعدد من الدول العربية.

## نبذة تاريخية

### المملكة العراقية (1931-1958)

شعار المملكة العراقية حتى 1958

اعتمد الشعار الرسمي للمملكة العراقية عام 1931 وفقًا للمادة 25 من قانون العلم والشعار الوطني للعراق الصادر في عام 1931 على تكوين شعار الدولة، ويبرز شعار المملكة العراقية الهاشمية التاريخ الإسلامي والحضاري للعراق.
ويتكون الشعار من ستار وحاشية يبرز فيها التاج الملكي الهاشمي في المنتصف، وفي أعلى الدائرة هناك كوكبان يحملان نجمة عشتار، وتدل النجمات على القوميتين العربية والكردية في العراق والألوان على العلم العراقي. ويبرز في وسط الستارة دائرة محاطة بإطار ذهبي عليه زخارف عربية، في أعلى الدائرة مكتوب «العدل أساس الملك» بالخط الكوفي، أما في أسفلها فهناك التاريخ الهجري 1339، وهي سنة تتويج فيصل الأول ملكًا للعراق. يوجد في منتصف الدائرة رسم يحوي في أعلاه سماءً لونها فاتح، وسلسلة جبال يعتليها في اليسار آبار نفط، ويتوسط الرسم أربع نخلات يمر من جوانبهم نهرا دجلة والفرات، ونقطة التقائهما هي شط العرب، وعنده يوجد رمح وسيف ملونان بالذهب. وفي خارج الدائرة على اليمين فيوجد الجواد العربي، أما على اليسار فيظهر تجسيم لأسد بابل، وكلاهما واقفان على رجليهما ومستندان على الدائرة. وأسفل الدائرة هناك ما يمثل غصن قطن وسنابل قمح متقاطعين.

### الجمهورية العراقية الأولى (1959-1965)

شعار الجمهورية العراقية حتى 1965

بعد نجاح انقلاب 14 تموز، تم استبدال الشعار القديم بآخر يمزج بين نجمتي عشتار وشمش. يتوسط الشعار دائرة تشع منها ثماني حزم في كل حزمة من ثلاث استطالات متموجة صفراء ذهبية اللون ويبرز بين كل حزمتين منهما رأس نجم أحمر غامق، وفي الوسط دولاب أسود ذو نتوءات يرمز للصناعة، وفي وسطه اللون الأزرق الدال على نهري دجلة والفرات، إضافة إلى السنبلة الذهبية ترمز للزراعة والحياة. ويوجد على جانبي الصمام سيفين، سيف عربي إلى اليمين وخنجر كردي إلى اليسار، وفي أعلى الدولاب كتابة «الجمهورية العراقية»، وفي الأسفل «14 تموز 1958» وهو تاريخ الانقلاب على الملكية. الشعار مشابه لحد كبير ذلك الظاهر في علم الجمهورية العراقية الأولى.

### جمهورية العراق (1965-الآن)
بعد الانقلاب على حكومة عبد الكريم قاسم في 1963، تم تغيير الشعار العراقي بناءً على ميثاق الوحدة بين مصر وسوريا والعراق، ليصبح الشعار مطابقًا لنسر صلاح الدين الذهبي المستخدم في مصر وسوريا آن ذاك، وكان الفرق الوحيد بين ذاك المستخدم في مصر والعراق هو وجود ثلاثة نجوم على الدرع في المنتصف، وكتابة «الجمهورية العراقية» أسفل رجلي الصقر.
في عام 1991، تمت إضافة التكبير إلى الشعار العراقي بخط صدام حسين بناءً على الحملة الإيمانية، وقد تم استبدال اتجاه النجوم العمودي بآخر أفقي لكي يتسع المجال لظهور التكبير على الشعار. ويشتمل العلم على خطأ إملائي، وهو وضع الهمزة على ألف التكبير.
وفي عام 2004 إبان الاحتلال الأمريكي للعراق، تم استبدال خط صدام حسين بآخر كوفي على العلم كجزء من سياسة اجتثاث حزب البعث المتبعة بعد الإحتلال.
وفي عام 2008، وبموجب تغيير دستوري، تمت إزالة النجوم الثلاثة من الشعار العراقي لفقدان رمزيتها، مع إبقاء التكبير وسط الشعار، وإزالة الخطأ الإملائي بداية التكبير. كما وتم تغيير اسم «الجمهورية العراقية» إلى «جمهورية العراق» بناءً على التغيير الدستوري الذي تم إقراره في 1992.

شعار الجمهورية العراقية حتى 1991.
شعار جمهورية العراق حتى 2004.
شعار جمهورية العراق حتى 2008.

### سلطة الائتلاف المؤقتة (2004)

شعار سلطة الائتلاف المؤقتة إبان الاحتلال الأمريكي للعراق

في 2004، اعتمدت سلطة الائتلاف المؤقتة شعارًا مؤقتًا للعراق يتكون من دائرة ذهبية، يتوسطها الرسم الجغرافي العراق، يحيط بها 18 نجمة حمراء فيها دلالة على عدد محافظات العراق، على غرار النجوم الموجودة في علم الولايات المتحدة والتي تمثل عدد الولايات الموجودة. ويحاط الرسم الجغرافي كتابة «الحرية، الأمن، العدل، المساواة»، ونظريتها بالإنجليزية "Liberty, Security, Justice, Equality". كما يعتلي الشعار كتابة «سلطة الائتلاف المؤقتة»، وفي الأسفل نفس المعنى بالإنجليزية "Coalition Provisional Authority".